# Євангелічна церква Німеччини

Поширеність конфесій в Німеччині, на січень 2008.
Абсолютна більшість (>50%) католиків
Відносна більшість католиків
Абсолютна більшість (>50%) євангелістів
Відносна більшість євангелістів
Переважно світське населення, але більше євангелістів, ніж католиків

Євангелічна церква Німеччини (нім. Evangelische Kirche in Deutschland), ЄЦН або EKD — об'єднання (унія) лютеранських та реформатських земельних Церков Німеччини. Кількість парафіян церкви становить 24 832 110 осіб. Це конфедерація 20 регіональних протестантських церков, але не є церквою в теологічному розумінні в зв'язку з деномінаційними відмінностями. Тим не менш, церкви мають повну єдність в частині проповіді і в богослужіннях. Всі регіональні церкви ЄЦН обмежені певними територіями, винятком є Євангельська Реформатська Церква.

## Історія
Датою зародження німецького лютеранства вважається 1517. Діяльність сподвижника Лютера Філіпа Меланхтона (лідера партії філіпістів) сприяла зближенню німецьких лютеран з німецькими кальвіністами, чому опиралася партія гнесіолютеран. Остаточне розмежування з католицизмом сталося після Тридентського собору. Лютеранські громади Німеччині довгий час не мали центру. Спроба створення прусської державної церкви в 1817 натрапила на опір старолютеран. В епоху Третього рейху пронацистські лютерани створили Німецьку Євангелічну Церкву на чолі з Людвігом Мюллером. Однак аріософські настрої нацистів дуже рано виявили протиріччя з духом християнства, так що значна частина лютеранських пасторів перейшла в опозицію і створила Сповідницьку Церкву (в рядах якої опинився відомий кальвіністський теолог Карл Барт). Сучасна Євангелічна церква Німеччини була відтворена 1948 року й об'єднує як лютеран, так і кальвіністів. З 1969 по 1991 існувала окрема Євангелічна церква НДР.

## Структури ЄЦН

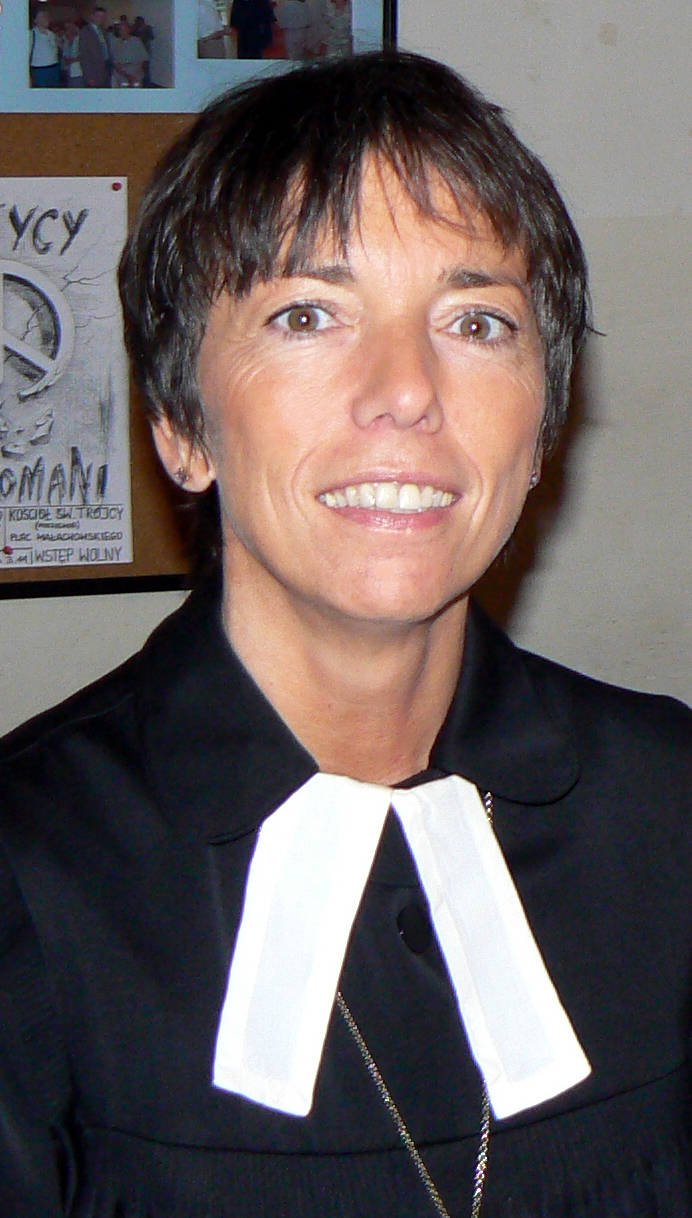
Маргот Кесман (Margot Käßmann).

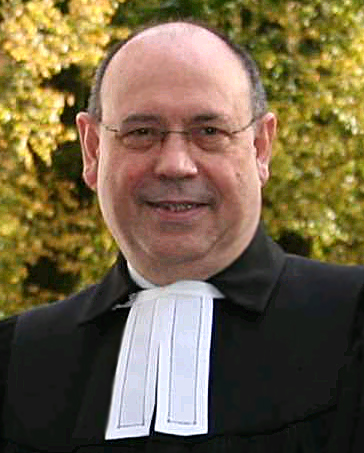
Ніколаус Шнайдер, голова ради ЄЦН

Центральними керівними структурами ЄЦН є:
- Синод
- Рада ЄЦН
- Церковна Конференція (постійна структура)

Церковні структури ЄЦН на всіх рівнях організовані на основі федеративних принципів. Кожна помісна церква відповідальна за християнське життя у своєму районі, і кожна регіональна церква має свої особливості і зберігає незалежність. Структури ЄЦН вирішують спільні завдання, які регіональні церкви поклали на неї.
Синод і Церковна Конференція обирають голову Ради ЄЦН з числа лідерів регіональних церков.
У 2003–2009 роках головою Ради ЄЦН був єпископ Євангелічно-Лютеранської Церкви Берліна-Бранденбурга-Сілезької Верхньої Лужиці Вольфганг Хубер. З жовтня 2009 цю посаду вперше займає жінка — єпископ Євангелічно-Лютеранської Церкви Ганновера Маргот Кесман, проте 24 лютого 2010 вона пішла у відставку через скандал з водінням машини в нетверезому стані. Тимчасово главою ЄЦН призначений Ніколаус Шнайдер — голова євангельської церкви Рейнланду. 9 листопада 2010 Шнайдер обраний головою ради ЄЦН.

## Регіональні церкви ЄЦН
1. Євангельська церква Анхальта
2. Євангелічно-лютеранська церква Баварії
3. Євангельська церква Бадена
4. Євангелічно-Лютеранська церква Берліна-Бранденбурга-Сілезької Верхньої Лужиці
5. Євангелічно-Лютеранська церква Брауншвайга
6. Євангельська церква Бремена
7. Євангельська церква Вестфалії
8. Євангельська церква Вюртемберга
9. Євангелічно-Лютеранська церква Ганновера
10. Євангельська церква Гессена і Нассау
11. Євангельська церква Кургессен-Вальдек
12. Ліппська церква
13. Євангелічно-лютеранська церква Мекленбурга
14. Північно-Ельбська Євангелічно-Лютеранська церква
15. Євангелічно-Лютеранська церква Ольденбурга
16. Євангельська церква Пфальца
17. Померанська Євангельська церква
18. Євангельська церква Рейнської області
19. Євангелічна Реформатська церква — Синод Реформатських Церков Баварії і Північно-Західної Німеччини (в цю церкву входять християни з областей 2, 5, 9, 13, 14, 15 та 22)
20. Євангелічно-Лютеранська церква Саксонії
21. Євангелічна церква Центральної Німеччини утворена в 2009 році із:
  - Євангелічна церква Саксонії
  - Євангелічно-Лютеранська церква Тюрінгії
22. Євангелічно-Лютеранська церква Шаумбурга-Ліппе

Всі регіональні церкви входять в Спільноту протестантських церков Європи.

## Відвідуваність
Згідно з офіційною статистикою ЄЦН щонеділі богослужіння відвідують в середньому 786 654 парафіян та недільну школу відвідує 154 705 дітей (дані 2006 року). Це становить лише 3,7% загальної кількості членів ЄЦН.
Найбільша кількість прихожан спостерігається на Різдво — 9589019 прихожан. Це становить всього 37,8% загальної кількості членів ЄЦН.

## Жіночий пасторат
У ЄЦН давно вже існує інститут жіночого пастора. В наш час[коли?] чотири жінки на посаді єпископів очолюють земельні Церкви:
- Марія Єпсен — з 1992 року єпископ Гамбурга
- Маргот Кесман — з 1999 року єпископ Ганновера
- Бербель Вартенберг-Поттер — з 2000 року єпископ Гольштейна-Любека
- Ільзе Юнкерман — з 2009 року єпископ Церкви Центральної Німеччини